# تورنتسک
تورنتسک (به سوئدی: Torneträsk) یک منطقهٔ مسکونی در سوئد است که در بخش کیرونا واقع شده‌است.